# Negostina
Negostina (ukrainisch Негостина Nehostyna) ist ein Dorf im Kreis Suceava im Nordosten Rumäniens mit etwa 1500 Einwohnern (2002). Die Ortschaft ist ein Teil der Gemeinde Bălcăuți und besitzt eine größtenteils ukrainischstämmige Bevölkerung.

## Geografische Lage
Negostina liegt in der historischen Landschaft Bukowina im Gebirgszug Obcina Mare auf einer Höhe von 354 m. Durch das Dorf verläuft die Kreisstraße DJ 209D und im Westen der Ortschaft verläuft die Nationalstraße 2 – Teilstrecke der Europastraße 85. Negostina befindet sich 7,5 km südlich der rumänisch-ukrainischen Grenze und 38 km nördlich der Kreishauptstadt Suceava. Die Kleinstadt Siret liegt 4 km nördlich der Ortschaft.

## Geschichte

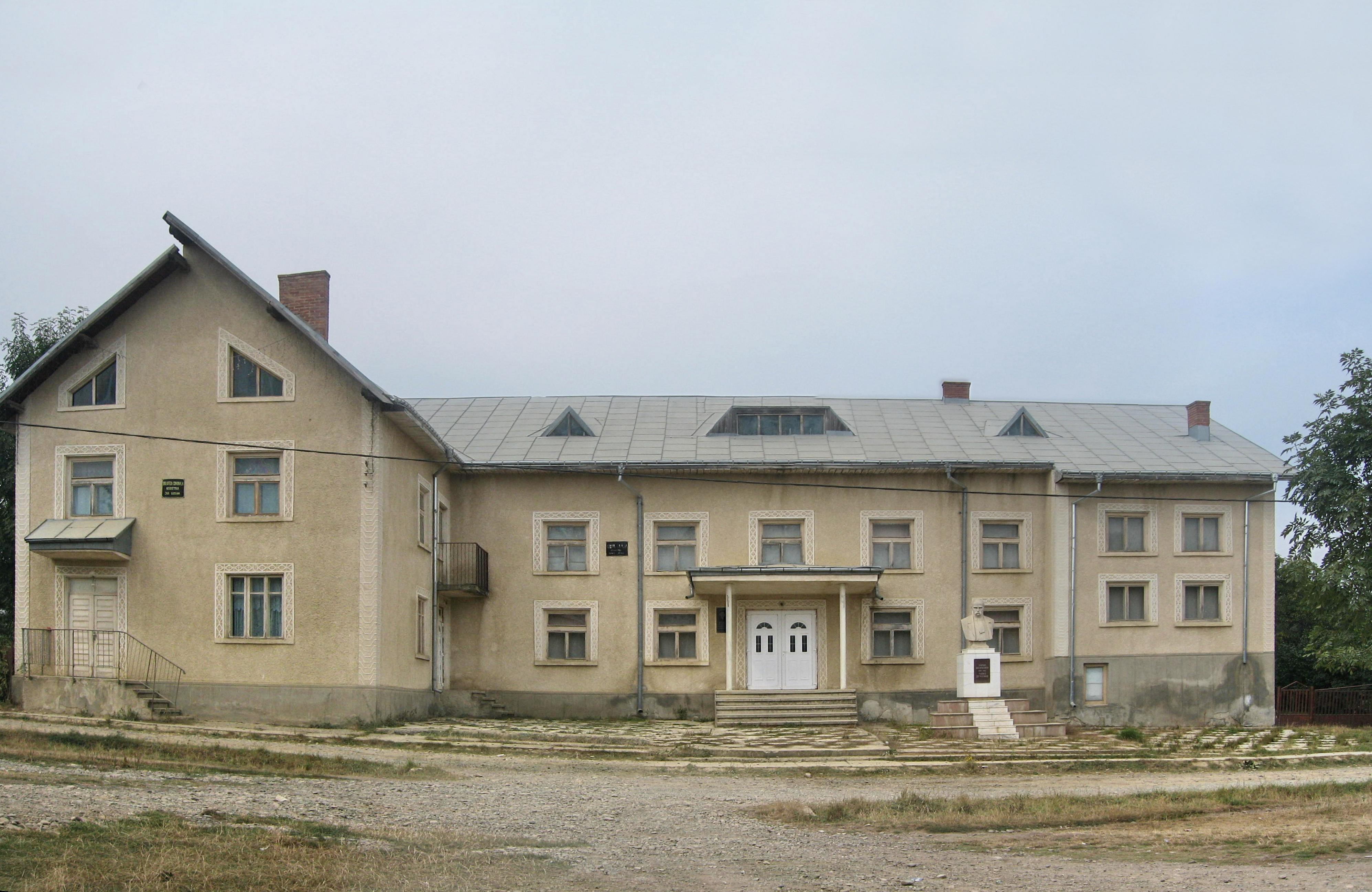
Haus der Kultur im Dorf

Die Ortschaft wurde 1779 von 37 Familien ruthenischer Siedler gegründet. Bis 1784, als das Dorf als Negrişeni in die Tabelle der Bukowina-Pfarreien aufgenommen wurde, stieg die Zahl Bewohner auf 58 Familien. 1843 hatte die Gemeinde 735 Mitglieder und 1876 gab es 1215 Gemeindemitglieder. Zwischen 1883 und 1885 wurde die Kirche des Heiligen Demetrius aus Negoştina oder Negrişeni errichtet. 1890 besaß das Dorf eine Bevölkerung von 1308 Einwohnern.
Gemäß der Volkszählung aus dem Jahr 1900 gab es im Dorf 289 Häuser mit 1447 Bewohnern. Von diesen waren 1389 Ukrainer, 42 Rumänen, 7 Juden, 8 Deutsche (Bukowinadeutsche) sowie 1 Pole.
Bis zum Ende des Ersten Weltkrieges war das Dorf Teil des Österreichischen Kronlandes Bukowina.

## Bevölkerung
Laut der Volkszählung von 2002 besaß das Dorf 1474 Einwohner. Von diesen waren 1095 (74,3 %) ukrainischer, 371 (25,2 %) rumänischer und 5 (0,3 %) polnischer Herkunft.
Da die große Mehrheit der Bevölkerung ukrainischer Abstammung ist, sind im Dorf ukrainische Bräuche, Kleidung und Sprache sehr gut erhalten. So befindet sich in Negostina eine Büste von Taras Schewtschenko, dem Nationaldichter der Ukraine, an der jährlich am 9. und 10. März Kränze niedergelegt werden, woran regelmäßig Beamte des ukrainischen und rumänischen Staates teilnehmen.